# Tomasz Brożyna
Tomasz Brożyna, né le 19 septembre 1970 à Bieliny, est un coureur cycliste et directeur sportif polonais. 

## Biographie
Tomasz Brożyna a commencé sa carrière en brillant dans les courses d'Europe de l'Est, remportant notamment quatre fois la Course de la Solidarité olympique ainsi que le Tour de Pologne. Il a ensuite rejoint l'équipe espagnole Banesto en 2000. Vainqueur de la Route du Sud cette année-là, il est devenu le premier coureur polonais à terminer les trois grands tours l'année suivante.
Il est le père de Piotr Brożyna, lui aussi coureur cycliste.

## Palmarès
- 1991
  - Course de la Solidarité olympique
- 1992
  - 3e de la Course de la Paix
- 1994
  - 2e étape du Regio-Tour
  - 3e du Tour de Pologne
- 1995
  - Małopolski Wyścig Górski
  - 3e de la Course de la Paix
- 1996
  - Course de la Solidarité olympique
  - Redlands Bicycle Classic
- 1998
  - Course de la Solidarité olympique
  -  Champion de Pologne sur route
- 1999
  - Małopolski Wyścig Górski
  - Tour de Pologne
  - 9e étape de la Course de la Paix
  - Course de la Solidarité olympique
    - Classement général
    - 2e et 3e (contre-la-montre) étapes

  - 2e du championnat de Pologne contre-la-montre
  - 3e du Bałtyk-Karkonosze Tour
  - 3e de la Course de la Paix
- 2000
  - Route du Sud
- 2002
  - 3e étape du Grand Prix international Mitsubishi MR Cortez (contre-la-montre par équipes, avec Banesto)
  - 1re étape du Tour du Portugal (contre-la-montre par équipes, avec Banesto)
  - 2e Tour de Pologne
- 2003
  - 3e étape de la Course de la Solidarité olympique
- 2004
  - 2e étape du Tour de Beauce
  - Tour de Beauce
    - Classement général
    - 2e étape

  - 3e du Tour de Bavière
- 2006
  - 2e du Tour de Luxembourg

## Résultats sur les grands tours

### Tour de France
1 participation
- 2001 : 21e

### Tour d'Espagne
1 participation
- 2000 : 53e

### Tour d'Italie
2 participations
- 2000 : 39e
- 2003 : 31e